# Xenillus variolosus
Xenillus variolosus är en kvalsterart som först beskrevs av Berlese 1888.  Xenillus variolosus ingår i släktet Xenillus och familjen Xenillidae. Inga underarter finns listade i Catalogue of Life.